# کنی سنسوم
کنی سنسوم (به انگلیسی: Kenny Sansom) زادهٔ ۲۶ سپتامبر ۱۹۵۸ بازیکن فوتبال اهل انگلستان بود که سابقهٔ بازی در تیم ملی فوتبال انگلستان را در کارنامهٔ خود دارد. وی در تاریخ ۲۳ مه ۱۹۷۹ نخستین بازی ملی خود را در مقابل تیم ملی فوتبال ولز انجام داد و با حضور در ۸۶ بازی ملی، در تاریخ ۱۸ ژوئن ۱۹۸۸ واپسین بازی ملی‌اش را در برابر تیم ملی فوتبال اتحاد جماهیر شوروی سوسیالیستی برگزار کرد.
این بازیکن توانسته در بازی‌های ملی، ۱ گل به ثمر برساند.